# Roberto Giorgio
Roberto Giorgio (* 24. ledna 1978 Budapešť, Maďarsko) je umělecké jméno maďarského modelu a pornoherce účinkujícího v gay pornografii.
Zprvu si získal pozornost jako Filip Oliver u studia Bel Ami, pro něž pracoval na přelomu tisíciletí ještě jako dvacetiletý mladíček. Později, když více zmužněl a nabyl na svalové hmotě, změnil si jméno a navázal spolupráci s dalšími značkami, zejména s Diamond Prictures a Pacific Sun Entertainment. Mezi nejúspěšnější v jeho kariéře řadí J. C. Adams spolupráci s režisérem Lucasem Kazanem.
Jako fotomodel pózoval v průběhu nultých let pro mnoho gay magazínů, včetně Honcho, Mandate, BlueBoy, Dude, Jock, Torso a dalších. Objevil se také v kalendářích a fotopublikacích Bel Ami Summertime (2000), Bel Ami 2002 Calendar (2001), Bel Ami Fantasy Island (2001), Kristen Bjorn: Stallions (2005) a dalších.

## Výběr z filmografie
Bel Ami (jako Filip Olivier):
- Cherries (1999)
- English Lessons (2000)
- Team Play (2000)
- Cover Boys (2001)
- Frisky Summer 4: Summer Loves (2002)

Diamond Pictures a Pacific Sun Entertainment:
- Blazing Waters 1 & 2: Dalmation Adventure (2001)
- Desires of a Gymnast 1 & 2 (2001)
- Water Jocks 1 & 2 (2001)
- Jackhammered (2001)
- Revenge of the Dragon 1 & 2 (2002)
- Navy Kings 1 & 2 (2004)
- Action Beach 1 & 2 (2011)

Už v roce 2003 si vysloužil vlastní výběrovou kolekci The Roberto Giorgio Collection 1 a roku 2011 následovala dvoudílná výběrová kolekce Roberto Giorgio 1 & 2: Diamond Picture Stars.
Kristen Bjorn, Sarava Productions a Blue Dolphin Film:
- Legion of Vengeance (2003)
- Italian for the Beginner (2004)
- ParaShooter (2004)

Lucas Kazan Productions:
- Love and Lust (2005)
- The School for Lovers (2006)
- The Men I Wanted (2007)

Tom Bradford Film:
- The Crave 1 & 3 (2007)